# Транспорт Юнайтед
«Тра́нспорт Юна́йтед» (англ. Transport United) — бутанский футбольный клуб, выступающий в дивизионе A.
Клуб является одним из самых титулованных в Бутане. Он четыре раза становился чемпионом страны (в 2004, 2005, 2006, 2007 годах).
Домашним стадионом клуба является стадион Чанглимитанг в Тхимпху.